# Paul Crapez
Paul Crapez (* 17. April 1947 in Montignies-sur-Sambre, Provinz Hennegau) ist ein ehemaliger belgischer Radrennfahrer und nationaler Meister im Radsport.

## Sportliche Laufbahn
Crapez war als Bahnradsportler und auf der Straße aktiv.
Er war Teilnehmer der Olympischen Sommerspiele 1968 in Mexiko-Stadt. In der Einerverfolgung wurde er auf dem 5. Rang klassiert. Er bestritt mit dem Vierer Belgiens die Mannschaftsverfolgung, sein Team belegte den 5. Platz.
1966 bis 1968 wurde er nationaler Meister in der Einerverfolgung der Amateure. Bei den Profis gewann er den Titel 1971 vor Dirk Baert. Vize-Meister wurde er in den Jahren 1969 und 1970, Dritter 1972. 1969 wurde er Berufsfahrer im Radsportteam Flandria und blieb bis 1972 als Profi aktiv.
Auf der Straße gewann er 1969 die Ronde van Limburg und den Circuit de Wallonie. Im Etappenrennen Tour du Loir et Cher wurde er hinter Jean-Pierre Danguillaume Zweiter.
1970 siegte er im Eintagesrennen um den Grand Prix Norbert Callens. Auch eine Etappe der Katalonien-Rundfahrt konnte er für sich entscheiden. Im Giro d’Italia 1970 schied er aus.